# Manifestación «Som una nació i tenim el dret de decidir»

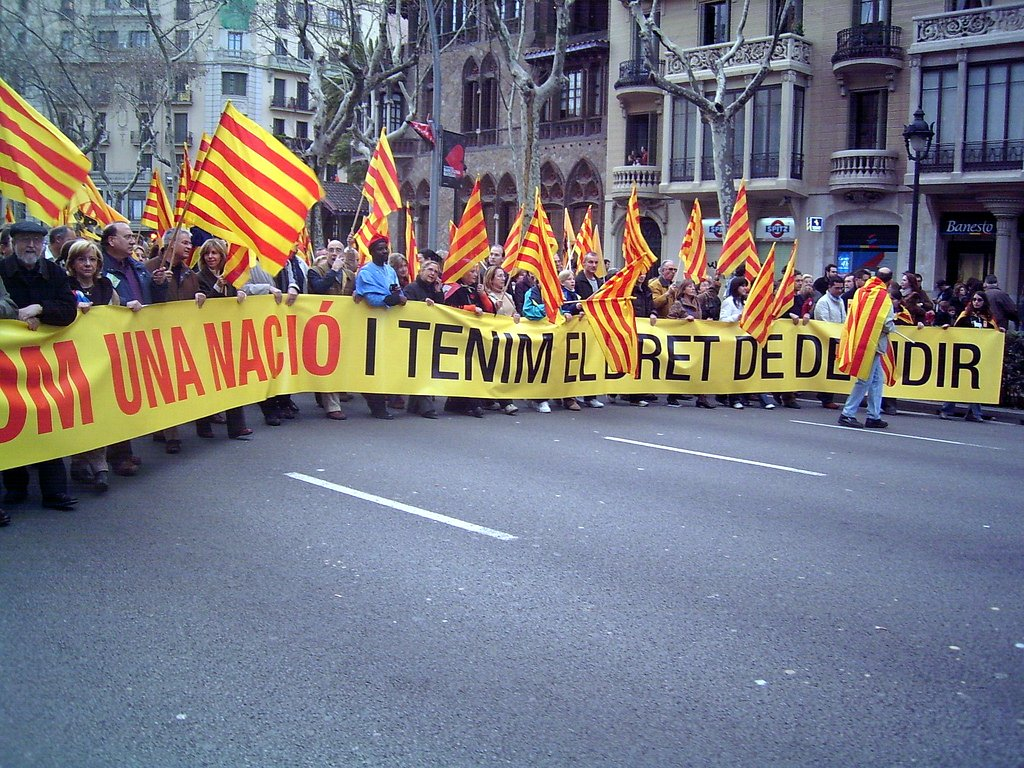
Cabecera de la manifestación con la pancarta con el lema de la misma: “Somos una nación y tenemos derecho a decidir”

La manifestación «Som una nació i tenim el dret de decidir» (‘Somos una nación y tenemos derecho a decidir’) fue una manifestación celebrada en Barcelona (España) el 18 de febrero de 2006, mientras se estaba debatiendo en el Congreso de Diputados de Madrid el proyecto de nuevo Estatuto de Autonomía de Cataluña de 2006 que había aprobado el Parlamento de Cataluña el 30 de septiembre de 2005. La manifestación fue convocada por la Plataforma por el Derecho a Decidir.
Está considerada como el punto de inicio del ’’procés’’ soberanista en Cataluña. «Ese día y por primera vez, de una manera expansiva, el catalanismo salió a la calle para reclamar el derecho a decidir. A efectos prácticos, ese fue el significado de la manifestación: un posicionamiento soberanista nítido y explícito».

## Contexto
El proyecto de nuevo Estatuto de Autonomía aprobado por el Parlamento de Cataluña el 30 de septiembre de 2005 finalmente se amoldó más a la lógica soberanista de la Declaración de Barcelona de siete años antes, que al «federalismo» propugnado por su impulsor inicial, el socialista Pasqual Maragall, presidente de la Generalitat ―«no es el Estatuto ideal que yo quería», reconoció Maragall en sus memorias―. Partía de la idea de que Cataluña poseía unos derechos históricos que legitimaban su soberanía, lo que chocaba con la Constitución española de 1978. Por eso durante su tramitación en el Congreso de Diputados fueron introducidos cambios importantes hasta el punto de que el presidente de la Comisión Constitucional, el socialista Alfonso Guerra, afirmó que se habían «cepillado» el Estatuto «como un carpintero».
Por su parte el Partido Popular, entonces en la oposición al gobierno socialista de José Luis Rodríguez Zapatero, puso en marcha una campaña política y mediática ―«sostenida e implacable»―  en contra del Estatuto, contando con la entusiasta colaboración de algunos medios de comunicación madrileños como la cadena de radio COPE o el diario El Mundo dirigido por Pedro J. Ramírez. La campaña encabezada por el líder del partido, Mariano Rajoy, se extendió por toda España formulando la siguiente pregunta: «¿Considera conveniente que España siga siendo una única nación en la que todos sus ciudadanos sean iguales en derechos y obligaciones, así como el acceso a las prestaciones públicas?». Con lo que se daba a entender, como ha señalado Jordi Amat, «que el Estatuto representaría que España dejaría de ser una sola nación, que los catalanes tendrían derechos y deberes distintos a los del resto de españoles y sobre todo que tendrían privilegios económicos».
La manifestación del 18 de febrero de 2006 fue la respuesta de un sector del nacionalismo catalán a la campaña españolista del PP y a los «recortes» que se habían introducido en el proyecto de nuevo Estatuto aprobado por el Parlamento de Cataluña, cuyo artículo primero afirmaba que «Cataluña es una nación», enunciado que desapareció del articulado y fue relegado al preámbulo.

## Desarrollo

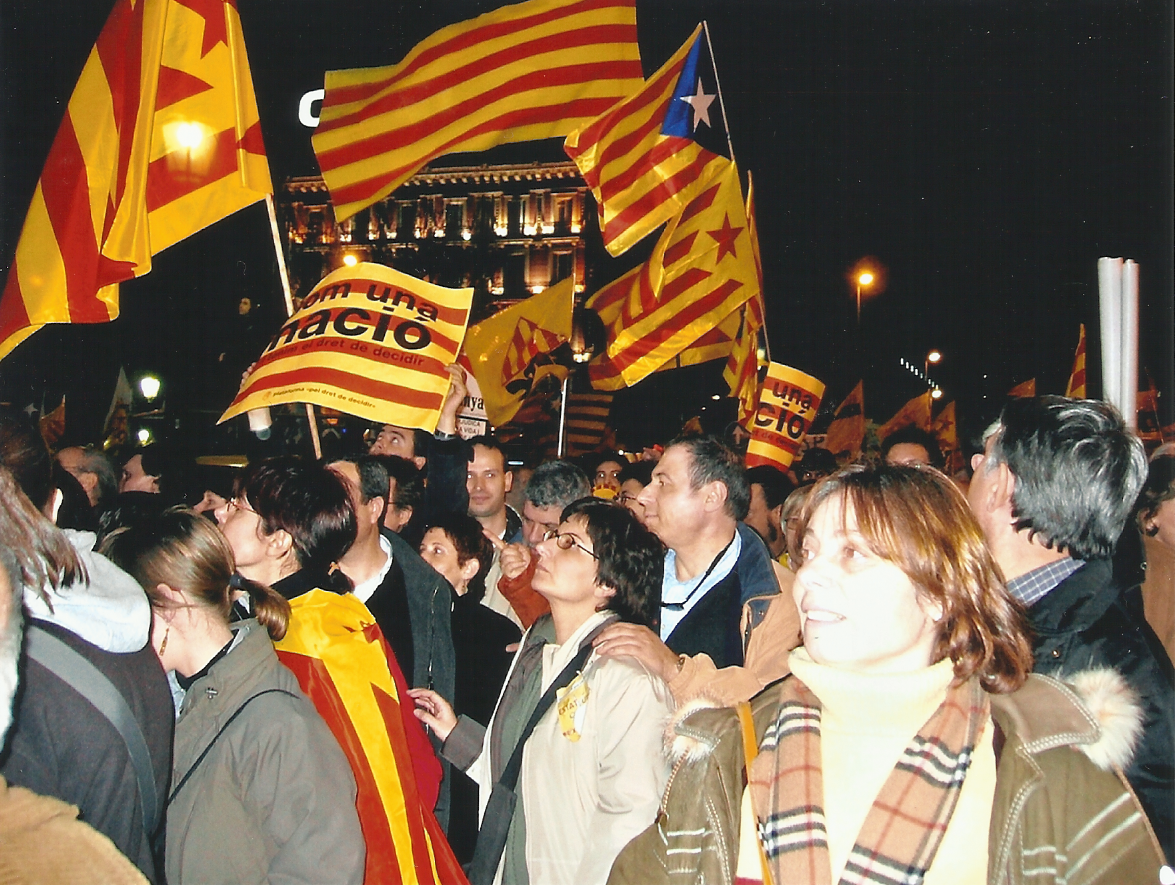
Imagen de la manifestación en la que aparecen esteladas.

La manifestación fue organizada por la Plataforma por el Derecho a Decidir, creada ex profeso, y su objetivo fundamental era oponerse a los cambios introducidos por el Congreso de los Diputados en el proyecto de nuevo Estatuto aprobado por el Parlamento de Cataluña. El único partico político catalán que la apoyó expresamente fue Esquerra Republicana de Catalunya ―la dirección del partido asistió en bloque―, aunque en ese momento formaba parte del gobierno «tripartito» que estaba al frente de la Generalidad de Cataluña presidida por el socialista Pasqual Maragall.
La manifestación estuvo encabezada por una enorme pancarta en la que se podía leer el lema de la convocatoria: ‘’Som una nació i tenim el dret de decidir’’ (‘Somos una nación y tenemos el derecho a decidir’). Portando la pancarta aparecían veteranos del independentismo como Jordi Carbonell, Vicent Partal, Isabel-Clara Simó o Lluís María Xirinacs, junto con los jóvenes, como el historiador Oriol Junqueras, el cantante Titot o los actores del grupo teatral Teatre de Guerrilla.
Entre los asistentes algunos portaban carteles y pancartas en las que se decía, por ejemplo, «No somos una colonia» o «Catalonia the Next State in Europe» y también abundaban las banderas independentistas, las esteladas.
En el cierre del acto se lanzaron proclamas claramente independentistas y el actor Joel Joan comunicó que se había superado la cifra de un millón de manifestantes.